# Maďarská 3. armáda

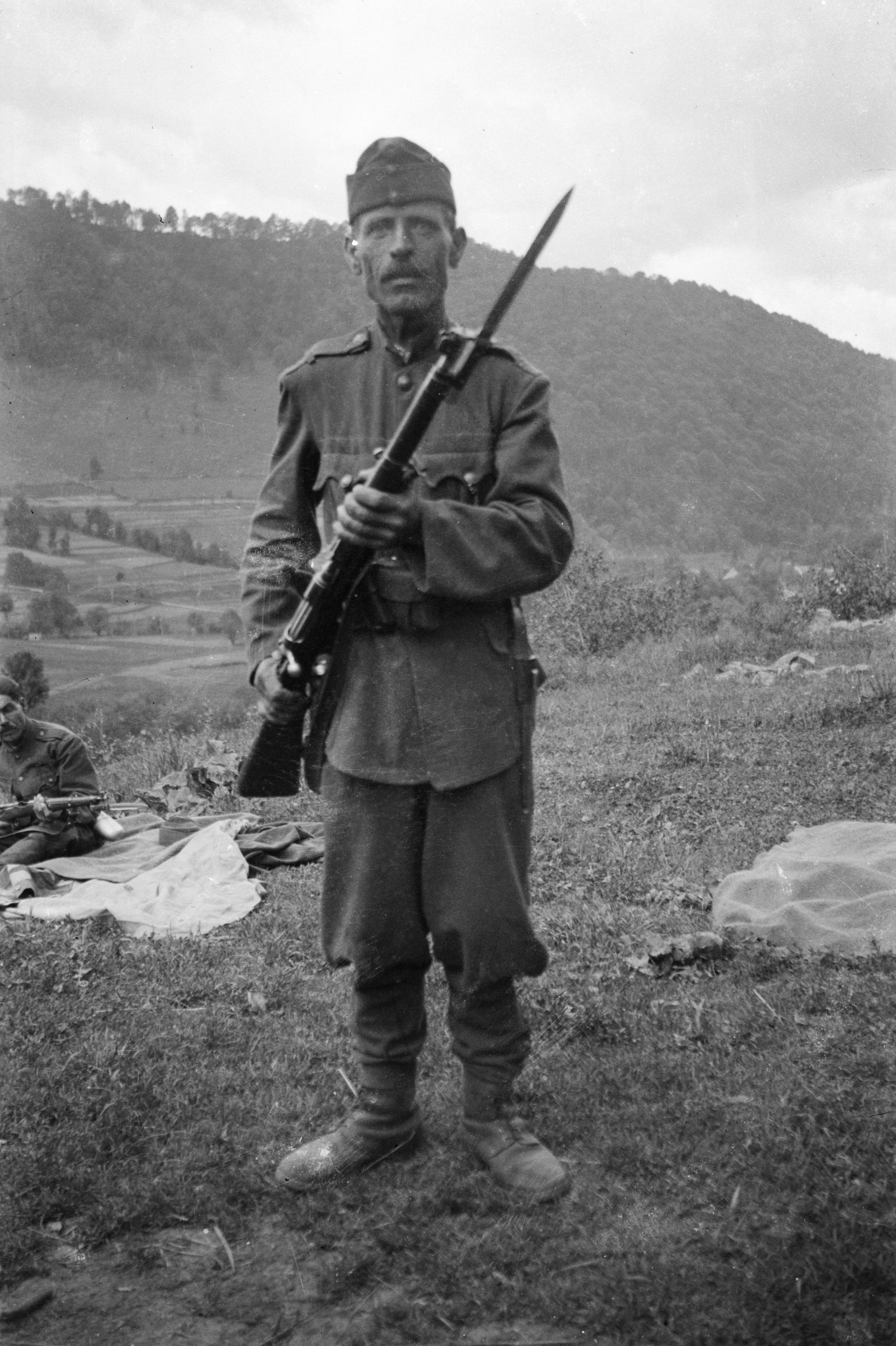
Maďarský voják 1940

Maďarská 3. armáda (maďarsky 3. magyar hadsereg) byla polní armáda Maďarského království během druhé světové války (1939–1945). Po boku německé armády (wehrmachtu) se účastnila invaze do Jugoslávie a bojovala proti jugoslávské 1. armádě. Poté, opět po boku německých ozbrojených sil, bojovala na východní frontě, v Sovětském svazu, a účastnila se bitvy u Kamence Podolského na přelomu zimy a jara 1944. Následně se účastnila obrany Maďarského království před postupující Rudou armádou. Fakticky přestala existovat po pádu Budapešti a sovětském postupu na Vídeň. Do maďarské 3. armády byly včleněny zbytky maďarské 2. armády, která se účastnila bitvy u Stalingradu, kde utrpěla 84% ztráty a dočasně přestala existovat jako samostatná bojová síla a která byla definitivně zničena během bitvy o Budapešť. Zbytky třetí armády dále bojovaly v jižním Rakousku. K formálnímu rozpuštění třetí armády došlo 8. května 1945, když se vzdal její poslední velitel, generálporučík József Heszlényi.